# Грешем-колледж

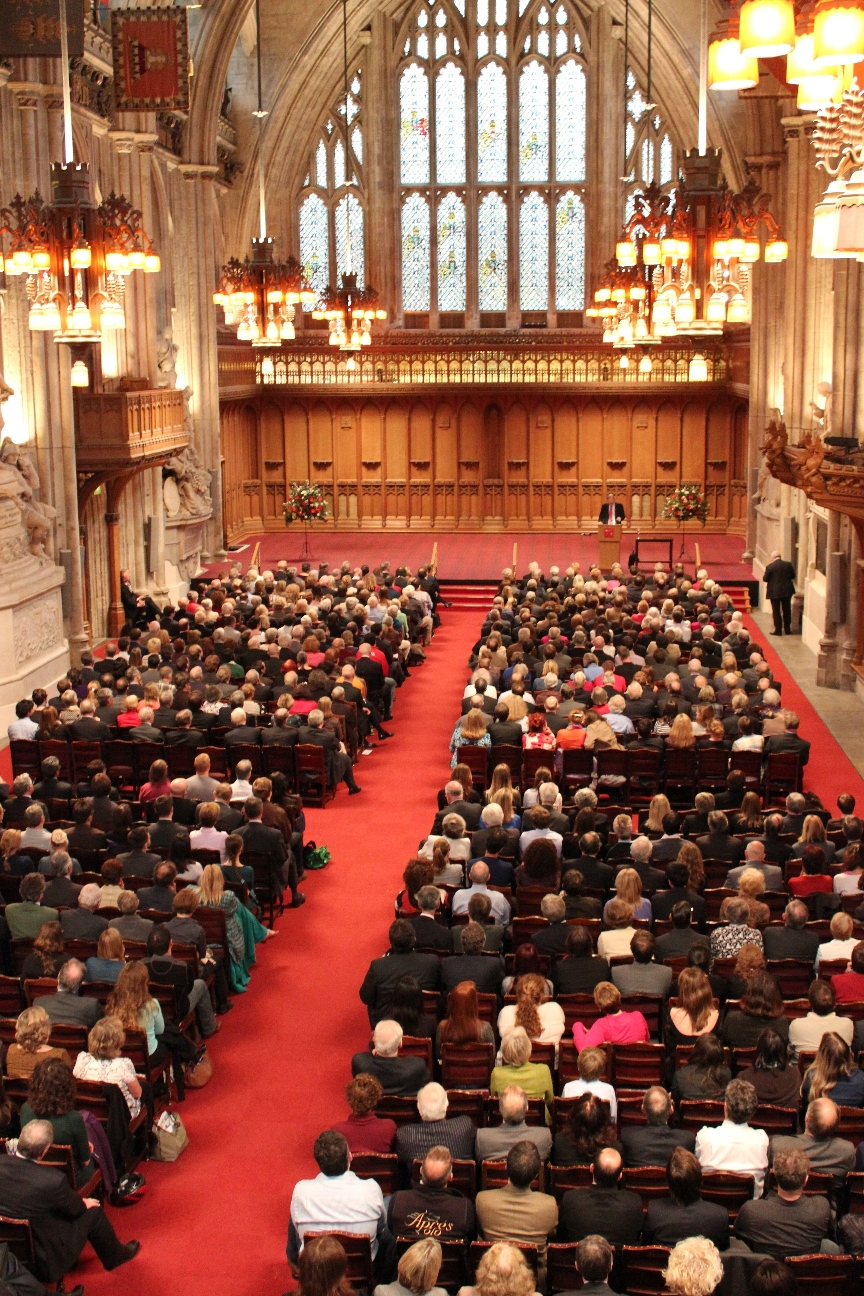
Публичная лекция 2010 года в Гилдхолле

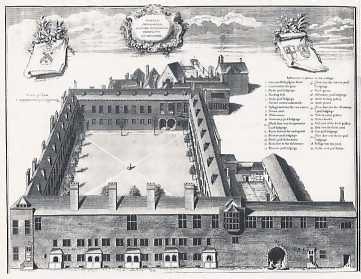
Грешем-колледж на гравюре Дж. Вертью (1740 год)

Гре́шем-ко́лледж (англ. Gresham College) — первое по времени создания высшее учебное заведение Лондона. Создано в 1597 г. согласно завещанию сэра Томаса Грешема.
Колледж не принимает студентов и не выдает дипломов. С самого момента создания, в соответствии с волей создателя, предлагает вольным слушателям бесплатные публичные лекции. 
Ввиду недостатка помещений значимые лекционные мероприятия проходят в лекционном зале Музея Лондона или других общественных зданиях британской столицы.

## История
Томас Грешем (1519—1579), английский купец и финансист, трудившийся на короля Эдуарда VI и его сводную сестру королеву Елизавету I, завещал большую часть своего имущества наследникам, а доходы от помещений биржи и его дома́ в Лондоне — городской корпорации и компании «Мерсерс» для создания колледжа, в котором семь профессоров должны были читать бесплатные лекции по:
- астрономии,
- геометрии,
- физике,
- праву,
- богословию,
- риторике,
- музыке.

Колледж Грешема был создан в 1597 году и на протяжении двух столетий оставался основным очагом науки и просвещения в британской столице. Для получения регулярного образования жители Лондона уезжали в расположенные неподалёку университетские города Оксфорд и Кембридж.
В XVII веке в Грешем-колледже собирались на дружеские встречи и читали лекции ведущие учёные страны, включая Кристофера Рена (лекции по астрономии) и Роберта Гука (лекции по физике). Участники этих собраний, именовавшие себя незримой коллегией, в начале 1660-х гг. создали Лондонское королевское общество (первые заседания которого также проходили в здании колледжа).
Колледж занимал особняк Томаса Грешема в квартале Бишопсгейт до 1768 года, после чего неоднократно переезжал из одного района в другой. С 1991 г. занимает здание в районе Холборн, принадлежавшее некогда Барнардс-Инн (одному из двух иннов канцелярии, обслуживавших Грейс-Инн). 

## Знаменитые преподаватели
- Барроу, Исаак (1630—1677) — математик, физик и богослов, учитель Ньютона.
- Бригс, Генри (годы жизни 1561—1630) — математик.
- Брирвуд, Эдвард (1565—1613) — английский математик, астроном, филолог и археолог.
- Булл, Джон (1563—1628) — композитор, клавесинист и органист.
- Гантер, Эдмунд (1581—1626) — математик и астроном; изобретатель счётной (предшественницы логарифмической) линейки и автор терминов косинус, котангенс и косеканс.
- Гук, Роберт (1635—1703) — естествоиспытатель.
- Дэнкуорт, Джон (1927—2010) — джазовый композитор, саксофонист и кларнетист.
- Макгрегор, Джоанна (род. 1959) — пианистка и джазовый исполнитель.
- Пенроуз, Роджер (род. 1931) — математик; автор теории твисторов.
- Райл, Мартин (1918—1984) — радиоастроном, разработавший революционные системы радиотелескопов.
- Рен, Кристофер (1632—1723) — архитектор и математик.
- Кристофер Пейдж (р. 1952) — музыковед, медиевист.